# 賴辛森 (密西西比州)
賴辛森（英語：Rising Sun）是位於美國密西西比州利福勒縣的非建制地區。

## 歷史
賴辛森的郵局於1887年設立，其後於1912年停運。此地於1900年時有72人。

## 地理
賴辛森所處的海拔為高於海平面38米（即125英呎），而該地所採用的時區為UTC-6，即北美中部時區（CST）。同時該地設有夏令時間，為UTC-6調快一小時，即UTC-5（CDT）。